# Encarsia orangae
Encarsia orangae är en stekelart som beskrevs av Raina, Khurad och Rathod 1996. Encarsia orangae ingår i släktet Encarsia och familjen växtlussteklar. Inga underarter finns listade i Catalogue of Life.